# 澤連切 (杜納伊夫齊區)
48°56′30″N 26°43′23″E / 48.94167°N 26.72306°E
澤連切（烏克蘭語：Зеленче）是位於烏克蘭西部赫梅利尼茨基州裏卡緬涅茨-波多利斯基區的杜納伊夫齊市鎮的村莊，始建於十五世紀，面積4.69平方公里，海拔高度335米，2001年人口1,378。